# Growl (spilleteknik)
 For alternative betydninger, se Growl. (Se også artikler, som begynder med Growl)
Growl er betegnelsen for en spilleteknik der kan anvendes på blæseinstrumenter, i særdeleshed saxofoner. Teknikken udføres ved at "synge" ned i instrumentet mens man spiller. Det resulterer i en mere rå lyd fra instrumentet. Growl blev anvendt af Duke Ellingtons Orkester fra 1920'erne og frem, ikke mindst i den såkaldte Jungle-style. Coleman Hawkins og Ben Webster var blandt de første jazz-saxofonister der anvendte growl. I nyere tid anvendes growl ofte i rock og blues.

## Ekstern henvisning
Saxophone Tone & Effects – Growl (engelsk) (hør growl på saxofon)